# 김승주
김승주(金承霔, 1354년 ~ 1424년)는 고려 말 조선 초의 무신이다. 본관은 순천(順天)이다.

## 생애
전라도 순천부(順天府) 여수(麗水) 출신이다. 정주 목사(定州 牧使)를 지낸 김유정(金惟精)의 아들인데, 너그럽고 중후하며 위의(威儀)가 있었다.
1380년(우왕 6)에 비로소 벼슬하여 흥위위 별장(興威衛別將)에 제수되었고, 1384년에 군기소윤(軍器少尹)이 되고, 1389년(창왕 1)에 지풍주사(知豐州事)로 나갔다. 그 때 연변주군(沿邊州郡)에 수어(守禦)가 소홀하여 왜구(倭寇)가 여러 번 침범하였으니, 백성이 산업을 잃게 되었다. 김승주가 고을을 지킨 지 얼마 되지 아니하여, 왜가 또 들어와 도적질하였다. 이에 기회를 타서 응변(應變)하니 왜가 침범하지 못하였다.
고주(高州)로 옮겼다가 1393년(태조 2)에 전중경(殿中卿)에 임명되고, 1394년에 의흥삼군부첨절제사(義興三軍府僉節制使)가 되었다가 형조전서(刑曹典書)로 옮겨 예(例)에 따라 동북면(東北面)을 맡게 되었다.
1395년 도의 찰리사(察理使)가 되고, 호조·이조 전서(典書)를 지나서, 중추원 부사(中樞院副使)와 길주도 찰리사에 올라서 자헌계(資憲階)를 더하고, 경상도병마도절제사(兵馬都節制使)로 옮겼다.
1401년(태종 1) 추충익대좌명공신(推忠翊戴佐命功臣)의 호(號)를 받고, 여산군(麗山君)에 봉함을 받았다. 의흥삼군부중군동지총제(義興三軍府中軍同知摠制)로 천직되어 1402년 참지승추부사(參知承樞府事) 여성군(麗城君)으로 강계도 도병마사(江界道都兵馬使)를 겸임하였고, 1403년에 참지의정부사(參知議政府事)가 되었고, 1404년 길주도 도안무찰리사(都安撫察理使)에 임명되었다.
1405년 공조판서로, 1406년에 지의정부사(知議政府事)로 옮기고, 1407년에 동북면병마도절제사(東北面兵馬都節制使)에 임명되었으며, 영흥 부윤(永興府尹)을 겸임하였다가 도순문찰리사(都巡問察理使)로 옮겼고, 인병마도절제사로 영흥부윤을 겸임하였다. 1408년에 여산군(麗山君)에 임명되었다.
1409년에 야인이 경원(慶源)에 침략하자 왕명을 받고 나가 즉시 갔다가 1410년에 참찬의정부사(參贊議政府事)가 되었다.
1413년 서북면도순문찰리사(西北面都巡問察理使)로 병마도절제사(兵馬都節制使)·평양부윤(平壤府尹)을 겸임하였고, 1414년에 병조판서가 되고, 1415년에 숭정계(崇政階)로 올라 평양군(平陽君)으로 개봉되어, 판중군 도총제부사(判中軍都摠制府事)가 되었고, 1417년에 평양부원군(平陽府院君)에 봉함을 받고 검교 좌의정으로 있다가 병환으로 사저에서 타계하니, 나이 71세이었다. 시호는 양경(襄景)이라 하였다.

## 가족
- 아버지 : 김유정(金惟精)
  - 아들 : 김유량(金有良)
  - 아들 : 김유검(金有儉)
  - 아들 : 김유온(金有溫)
  - 아들 : 김유공(金有恭)
  - 아들 : 김유양(金有讓)

## 참고 문헌
- 『태종실록(太宗實錄)』
- 『세종실록(世宗實錄)』
- 『신증동국여지승람(新增東國輿地勝覽)』
- 『우복집(愚伏集)』
- 『백헌집(白軒集)』